# Farkas Mónika
Farkas Mónika (Budapest, 1974. június 14. –) magyar bajnok labdarúgó, hátvéd.

## Pályafutása
A Femina labdarúgója volt, ahol két bajnoki címet szerzett a csapattal. A 2001–02-es idényben a László Kórház csapatában szerepelt. A 2000-es években a futsal bajnokságban szerepelt, a REAC és az Alba-Vesta csapataiban.

## Sikerei, díjai
- Magyar bajnokság
  - bajnok: 1990–91, 1996–97
  - 3.: 1991–92, 1992–93, 1993–94